# Fernando Estévez Martín
Fernando Estévez Martín (Capileira, Granada, 1 de junio de 1979) es un entrenador de fútbol español que actualmente dirige a la SD Ponferradina, equipo que milita en el Grupo 1 de la Primera Federación.

## Carrera deportiva
Es médico especialista en Medicina del Deporte y profesor en el Centro de Estudios, Desarrollo e Investigación de la Real Federación Andaluza de Fútbol.
Como entrenador ha dirigido equipos como los filiales del Granada C.F. y la U.D. Almería, la selección de la Universidad de Granada o el Guijuelo. En su palmarés, como técnico, ha cosechado varios ascensos y campeonatos de liga de su categoría.
En 2014 la Junta Gestora del C.D. Guijuelo ha llegado a un acuerdo para la contratación del técnico que ya sabe lo que es entrenar un equipo de la Segunda División B, dirigiendo al Loja C.D., conjunto en el que ha militado tres temporadas consiguiendo el ascenso a la división de bronce. La pasada campaña no dirigió a ningún equipo. Firma por una temporada, con opción a otra.
Para la temporada 2017-18 firma por el Marbella FC del grupo IV de 2B, equipo con el que logró terminar la temporada en segunda posición. En la fase de ascenso a 2ª División, el conjunto dirigido por Estévez cayó en la tanda de penaltis de la primera eliminatoria ante el Celta de Vigo B. Tras concluir la temporada se desvinculó del equipo marbellí.
En octubre de 2018, Fernando llegó al Burgos CF en sustitución de José Manuel Mateo, con el equipo en posiciones de play-out por el descenso tras la disputa de nueve jornadas. Tras mucho sufrimiento, el Burgos CF salvó la categoría, certificando su permanencia matemática en la jornada número 37 del Campeonato tras ganar al Celta de Vigo B (2-1) en El Plantío.
Comenzaría dirigiendo al conjunto burgalés durante la temporada 2019-20, pero tras la mala trayectoria del equipo en el inicio de campeonato, el 7 de octubre de 2019, es destituido como entrenador del Burgos CF y sustituido por José María Salmerón.
El 18 de octubre de 2020, firma como entrenador del CD Badajoz de la Segunda División B.
El 27 de junio de 2022, firma por el Club Deportivo Eldense de la Primera División RFEF.Esa misma temporada lograría el ascenso a Segunda División.
El 22 de junio de 2024 y de mutuo acuerdo con el club, Fernando Estévez abandona la disciplina del CD Eldense tras 2 temporadas al frente del equipo alicantino.

## Trayectoria como entrenador
Actualizado a 2 de junio de 2024
| Club               | País   | Categoría                      | Año       | PJ  | PG  | PE  | PP  | % ptos. |
| ------------------ | ------ | ------------------------------ | --------- | --- | --- | --- | --- | ------- |
| Recreativo Granada | España | Primera Andaluza               | 2007-2009 | 64  | 28  | 17  | 19  | 52.60%  |
| Velez-Rubio CF     | España | Regional Preferente            | 2009-2010 | 32  | 11  | 5   | 16  | 39.58%  |
| Loja CD            | España | Segunda B                      | 2010-2013 | 38  | 9   | 11  | 18  | 33.33%  |
| CD Guijuelo        | España | Segunda B                      | 2014-2015 | 38  | 17  | 10  | 11  | 53.51%  |
| UD Almería "B"     | España | Segunda B                      | 2016-2017 | 20  | 3   | 6   | 11  | 25.00%  |
| Marbella FC        | España | Segunda B                      | 2017-2018 | 38  | 20  | 10  | 8   | 61.40%  |
| Burgos CF          | España | Segunda B                      | 2018-2020 | 35  | 11  | 13  | 11  | 43.81%  |
| CD Badajoz         | España | Segunda B                      | 2020-2021 | 23  | 16  | 5   | 2   | 76.81%  |
| CD Eldense         | España | Primera RFEF/ Segunda División | 2022-2024 | 80  | 31  | 26  | 23  | 49.58%  |
| SD Ponferradina    | España | Primera Federación             | 2025-     |     |     |     |     |         |
| Total              | Total  | Total                          | Total     | 368 | 146 | 103 | 119 | 49.00%  |